# La Belle Ferronnière
La Belle Ferronnière (phát âm tiếng Pháp: [la bɛl fɛʁɔnjɛʁ]) là tác phẩm tranh sáng tác trong những năm 1490–1496 thường được cho là của họa sĩ người Ý, Leonardo da Vinci. Người phụ nữ trong tranh là Lucretia Crivelli, một thị nữ đã kết hôn với công tước Beatrice của xứ Milan. Đây là một trong bốn bức chân dung phụ nữ của Leonardo, bên cạnh Mona Lisa, chân dung Người đàn bà và con chồn và Ginevra de' Benci. Hiện tại, bức tranh đang được trưng bày trong viện bảo tàng Louvre, Pháp.